# Павле Наумоски
Павле Наумоски (на сръбски: Павле Наумовић; на македонска литературна норма: Павле Наумоски) е свещеник, протойерей, деец на сръбската пропаганда в Македония.

## Биография
Роден е през 1885 година в поречкото село Локвица. След като завършва основното си образование се записва в богословското училище в Призрен, което завършва през 1905 година. След това става сръбски учител в село Црешнево. От 1910 година става свещеник, като е ръкоположен от велешкодебърския патриаршески митрополит Варнава. След ръкополагането става сръбски свещеник в родното си село. През 1913 година става игумен на манастира „Света Богородица Пречиста“ в Кичево.
По време на Първата световна война, когато областта е окупирана от български части, бяга от манастира и се установява в Солун. След края на войната се завръща за около една година до 1919 година. Тогава е назначен за архиерейски наместник в Крушево. От 1921 година става архиерейски наместник в град Прилеп.
По време на Втората световна война се установява в Белград. През 1945 се връща обратно в Прилеп и става свещеник в „Свето Благовещение“. През 1952 година излиза в пенсия. Умира на 14 септември 1961 година.